# Norge under förromersk järnålder

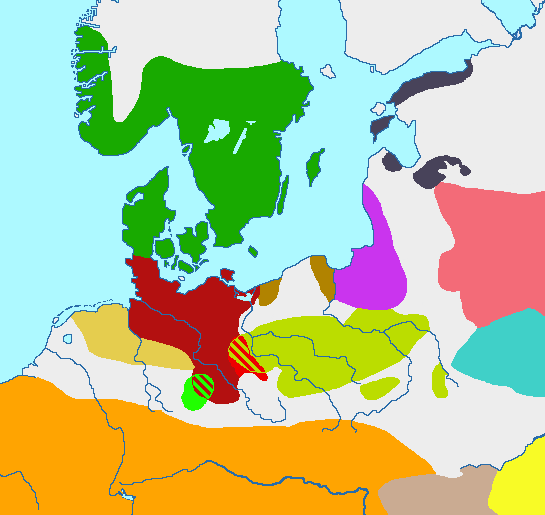
Förromerska järnålderskulturer i Nordeuropa.

Norge under förromersk järnålder är en period under vilken järnet blev den viktigaste bruksmetallen i samhället i Norge. Perioden är relativt fyndfattig och utmärks av att det gavs få fynd som gravgåvor i tidens brandgravar. Förromersk järnålder är perioden i norra Europas förhistoria från cirka 500 f.Kr till Kristi födelse. Perioden kallas också den keltiska järnåldern. Termen förromersk anspelar på det faktum att detta är perioden innan den romerska kulturen började få inflytande i de nordiska länderna. Den förromerska järnåldern är den första delen av perioden som kallas den äldre järnåldern.

## Förändringar i handels- och kontaktnät leder till att användningen av material förändras
Bronsålderns hövdingar var en elit som dominerade lokalsamhället. De stod för försörjningen med brons och var i centrum för ritualer. Samhällen organiserades som små och större hövdingadömen. Deras kontaktnät stäckte sig över Europa och behärskade utbytet av brons. Samhällets översta skikt grundade sin makt på kontrollen av metalltillgången.
Mot bronsålderns slut förändrades kulturerna vid Medelhavet och i Mellaneuropa och handelsvägarna förändrades. Kontaktnäten förlorades och tillgången på brons i Skandinavien avtog eller upphörde helt. Då försvann prestigeekonomin och bara ett fåtal artefakter av keltiskt ursprung kom till de nordiska området. Brons blev en mindre viktig vara och järnet kom inte att brukas i Skandinavien i större skala förrån efter år 500 f.Kr. men då i små kvantiteter. På längre sikt var järn var dock lokalt tillgängligt på de flesta platser och det var svårt att kontrollera på samma sätt som brons. Det kunde aldrig ersätta bronset som samma prestigemetall.

## Samhällets sociala struktur avspeglas i gravseder
Gravseden under förromersk tid var att de döda kremerades De brända benen samlades oftast i ett kärl och grävdes ner utan markeringar ,så kallade flatmarksgravar, eller i gamla gravhögar. Om urnan var gjord av täljsten eller lera ökar chansen att i våra dagar hitta spår av gravsättningen. När spånkärl- eller näverkärl användes som behållare för benrester, upptäcks sådana gravar endast sällan. Fornlämningar och fynd från gravar är fåtaliga från stora delar av Norge. Den troliga orsaken är en tradition med få gravgåvor.
Gravsederna vid denna tid kännetecknades av enkelhet. Ingen begravdes med stora rikedomar, och de levandes uppoffringar vid begravningarna var blygsamma. Bosättning från tiden var och små jämlika enheter, samhällena var mer lika varandra. Samtidigt var övergången från brons till järn kontinuerlig och ingen snabb förändring. Antalet gravgåvor i gravarna minskade gradvis under den sista delen av bronsåldern. Ett minimum var de första århundradena av järnåldern. Monumentala gravar och stora långhus minskade under förromersk järnålder. Samhällets förändring började troligen redan under bronsåldern. Det fanns troligen ledande personer i samhället även under den förromerska järnåldern, men de grundade sin ställning på andra saker än långdistanskontakter och lyxobjekt.

## Representativitet
Den förromerska järnåldern belyser en av arkeologins stora frågor, om det material vi känner är typiskt eller ett snett urval.  Betyder bristen på fynd av gravar och gravgåvor att människor saknade resurser och kontakter, hade utvandrat eller visar det bara andra normer för dödsbehandling och gravgåvor? Mest sannolikt fanns ledande personer också under denna period. Det fanns skillnader mellan människor baserat på förmågor, släktskap och ansträngning. Men varken makt eller skillnader präglades i begravningssederna eller genom andra traditionella materiella manifestationer. Människorna övergav bronsålderns rika begravningar och stora monument.

## Näringar
Vid Oslofjorden, och på Lister och Jären vittnar gravfälten om en befolkning som bott länge på platsen, och försörjt sig på jordbruk. Att klimatförsämring resulterande i avfolkning motbevisas av resultat från pollenanalyser som visar på fortsatt odling under denna tid. Grottfynd längs kusten tyder på aktivt fiske och fångst av havsdäggdjur. På Hardangervidda har hittats lämningar efter små hus eller hyddor.
Nord-Hedmark har gett ett fynd av ett täljstensbrott 1000 meter över havet. Brottet är 600 kvadratmeter stort och innehåller spår av en större produktion av täljstensgrytor. Man uppskattar at 3 000–4 000 ämnen till grytor har utvunnits på platsen. Platsen är C14-daterad till romersk järnålder. Specialisering och organiserat utbyte var en förutsättning för täljstensbrottet. Brottet sätter ett perspektiv på de knappt 100 gravar som har kunnat dateras till perioden i hela Norge. Det talar mot att de kända gravarna representerar alla de som gravsattes. Också myrmalmen har utnyttjats. Vid platsen Fet på västra Hardangervidda har man konstaterat att järnframställning var i drift redan i förromersk tid. I största delen av landet har man ägnat sig at flera näringsfång, en kombination av djurhållning och sädesodling kompletterat med jakt och fiske. Nordnorge är enda området där man fortsatt livnärt sig på fångst och fiske.

## Brist på järn tvingar fram fortsatt användning av sten
Under den förromerska järnåldern började människor använda järn, medan de tidigare hade använt sten och brons. I Norge är början av  den förromerska perioden mer präglad av att brons försvann än av införande av järn. Järn producerades för första gången i Norge under den förromerska järnåldern, men först i slutet av perioden blev järn en vanlig metall för användning och tiden har kallats sen stenanvändande tid. Järnet användes till små nålar men inte till redskap. Sten fortsatte att användas till pilspetsar, materialet var flinta, kvarts och kvartsit. Dessa pilspetsar är droppformade eller trekantiga, större spetsar kan ha varit spjutspetsar. De tillverkades med ythuggning. Även skrapor och knivar av sten användes, oftast av flinta. Även rundade klubbor av sten med en ränna runt klubbhuvudet användes. Jaktvapen av sten användes i hela Norge under bronsåldern även i det förut bronsrika Osloområdet. Under förromersk tid användes sten mest i inlandet utanför jordbruksområdet. Det avspeglar att jakten var viktigare där än ute vid kusten. I början av förromersk tid var stenspetsarna välformade men efter ett par hundra år de blev slarvigt gjorda. 200 f.Kr. kom järnet att användas som bruksmetall och stenen slutade användas.

## Den första järnproduktionen

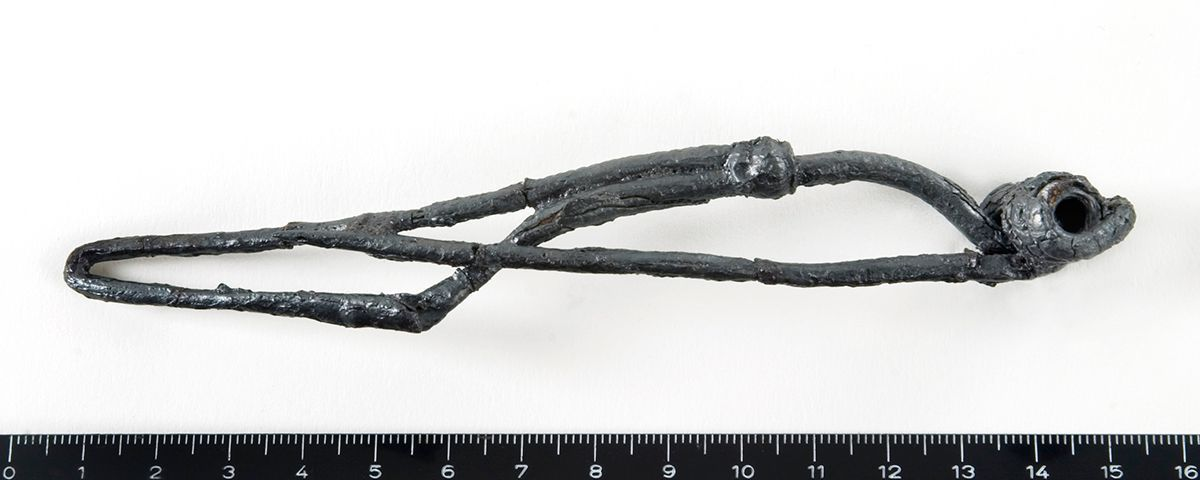
Bøylenål av järn från förromersk järnålder, funnen i Ringerike i Buskerud i Norge. Foto: Kulturhistorisk museum

Inhemskt järn i Norge tillverkades först i mitten av förromersk tid 300–400 f.Kr. De första fynden av järn är från yngre bronsålder och är små järnstift i bronsbucklorna på sköldar. Små nålar som höll ihop kläderna var vanliga. Fibulor från La Tene-kulturen är också gravfynd från tidig tid. Troligen kom kunskapen till Norge från söder medan mellersta Norge hämtade sin kunskap från längre österut. Järn kallas ofta det demokratiska metallen för att den finns lokalt på många platser. 
Tillverkning av järn av myrmalm kräver resurser. Främst krävs kunskap om var metallen finns, hur den ska utvinnas och sedan smidas till föremål. Samarbete med vedhuggning och träkolsframställning krävs, sen skulle malmen rostas så att organiska föroreningar försvann, och efter det reduceras till järn i en smältugn. De första järnugnarna var en grop som stensattes och försågs med en skorsten av lera. I gropen samlades slagg och järn, i skorstenen lades ved, träkol och malm i olika lager. Järnet hade högre smältpunkt än slaggen som blev tunnflytande och lade sig i botten på gropen. Järnet är segare och klumpar ihop sig till råjärn. Den arbetskrävande processen utfördes vid tider på året då andra sysslor var färre. Då järnproduktionen ökade bidrog den på nytt till skillnader i samhället i status och rikedom vilket syns under senare förromersk tid.